# Алфёров, Иван Прокопьевич
Ива́н Проко́пьевич Алфёров (22 марта 1897 года, деревня Мысовская, ныне Лузский район, Кировская область — 12 августа 1979 года, Москва) — советский военный деятель, гвардии генерал-лейтенант (1944 год). Герой Советского Союза (21 июня 1944 года).

## Начальная биография
Иван Прокопьевич Алфёров родился в деревне Мысовская ныне Лузского района Кировской области в крестьянской семье. В семье было 7 детей, все мальчики. Позднее, в годы Великой Отечественной войны, все 7 братьев Алфёровых сражались на фронте, двое из них погибли. Окончил начальную сельскую школу, из-за отсутствия средств продолжить учёбу не смог, работал в отцовском хозяйстве. С 12 лет работал по найму у купцов с Урала.

## Военная служба

### Первая мировая и гражданская войны
В мае 1916 года был призван в ряды Русской императорской армии. С мая по сентябрь 1916 года служил в 216-м запасном полку в Козлове. В 1917 году окончил 4-ю Московскую школу прапорщиков. После её окончания служил младшим офицером роты 8-го Финляндского стрелкового полка, в котором воевал в 7-й армии на Юго-Западном фронте Первой мировой войны. В январе 1918 года покинул фронт (официально демобилизован в марте 1918 года) в чине прапорщика.
После возвращения на родину назначен инструктором Всеобуча по Грибошинской волости Великоустюжского уезда.
В июне 1918 года призвал в ряды Красная Армия. Участник Гражданской войны в России. Сначала Алфёров был назначен на должность командира взвода 1-го Северо-Двинского батальона ВЧК, в 1919 году преобразованного в 55-й Северо-Двинский стрелковый полк. В полку командовал взводом и ротой, был ранен в бою. После лечения в январе 1919 года направлен учиться в Высшей стрелковой школе комсостава РККА. В мае 1919 года окончил её и назначен на должность командира взвода 1-х Московских пехотных курсов комсостава. В 1919 году вступил в ряды РКП(б).
В октябре-ноябре 1919 года в составе сводного полка курсов участвовал в обороне Петрограда, вторично был ранен.
В феврале 1920 года был назначен на должность командира батальона 4-го стрелкового полка (Юго-Западный фронт) против армии П. Н. Врангеля, в ноябре — на должность помощника командира 52-го стрелкового полка (52-я стрелковая дивизия), в мае 1921 года — на должность командира 6-го полка 2-й Донской дивизии особого назначения, в октябре 1921 года — на должность помощника командира по политической части 3-й отдельной Донецкой бригады. В январе 1922 года Алфёров был переведён в распоряжение штаба командующего Народно-революционной армией Дальневосточной республики, где с апреля временно исполнял должность командира батальона 1-й Читинской бригады, а в августе был назначен на должность командира роты 6-го Хабаровского стрелкового полка. Участник Волочаевских боёв. В октябре 1922 года в бою за станцию Свиягино в ходе Приморской операции был ранен в третий раз.
За боевые отличия в ходе Гражданской войны Алфёров значительно позднее (в 1933 году) был награждён орденом Красного Знамени.

### Межвоенное время
После излечения в госпитале продолжил командовать ротой 6-го Хабаровского стрелкового полка. В январе 1924 года был назначен на должность командира батальона 4-го Волочаевского стрелкового полка, вскоре исполнял должность начальника штаба полка, в ноябре 1926 года назначен на должность командира 5-го отдельного стрелкового батальона местных войск Сибирского военного округа, а в мае 1929 года — на должность командира и комиссара 16-го отдельного стрелкового батальона местных войск.
В ноябре 1930 года Алфёров был направлен на учёбу на стрелково-тактические курсы усовершенствования комсостава РККА имени III Коминтерна «Выстрел», по окончании которых с мая 1931 года исполнял должности помощника начальника 8-го и 1-го секторов 8-го отдела, а также помощника начальника этого отдела Управления по командному и начальствующему составу РККА.
По окончании вечернего факультета Военной академии РККА имени М. В. Фрунзе с августа 1934 года работал в этой же академии на должностях начальника учебной части 4-го курса, особого факультета, заочного отделения, а с октября 1937 года временно исполнял должность преподавателя кафедры общей тактики.
В мае 1938 года Алфёров был направлен в специальную командировку в Китай, из которой вернулся в ноябре 1939 года. В Китае в одном из боёв японо-китайской войны получил сильную контузию. В апреле 1940 года был назначен на должность старшего преподавателя кафедры общей тактики Военной академии РККА имени М. В. Фрунзе.

### Великая Отечественная война
В июле 1941 года Алфёров был назначен на должность начальника штаба 2-й дивизии народного ополчения (Московский военный округ), в августе — на должность начальника 1-го отделения — заместителя начальника оперативного отдела штаба 52-й армии, а затем — на должность начальника оперативного отдела штаба 4-й армии (Волховский фронт). Принимал участие в Тихвинской оборонительной и Тихвинской наступательной операциях.
В мае 1942 года был назначен на должность командира 288-й стрелковой дивизии 4-й армии Волховского фронта. С сентября 1942 года — командир 6-го гвардейского стрелкового корпуса 2-й ударной армии Волховского фронта. В октябре-декабре 1942 года корпус был передислоцирован на юг и вошёл в состав 1-й гвардейской армии Юго-Западного фронта. Под командованием Алфёрова принимал участие в Сталинградской битве. Особенно отличился в Среднедонской операции в декабре 1942 года, в которой участвовал в нанесении жестокого поражения 8-й итальянской армии (только пленных было взято свыше 15 000 человек). Затем участвовал Ворошиловградской, Изюм-Барвенковской и Донбасской наступательных операциях, в ходе которых освободил города Богучар, Миллерово, Горское и Днепродзержинск. В декабре 1943 года сдал командование корпусом и вызван в Москву.
В начале января 1944 года генерал-майор Алфёров был назначен на должность командира 109-го стрелкового корпуса, который под его командованием принимал участие в ходе Ленинградско-Новгородской, Выборгской, Нарвской и Прибалтийской наступательных операций.
Особенно успешно 109-й стрелковый корпус генерал-лейтенанта И. П. Алфёрова действовал в Выборгской наступательной операции. Корпус вступил в бой в первый день операции 10 июня 1944 года, наступал по побережью Финского залива вдоль железной дороги на Выборг и по Приморскому шоссе. Уже за первые 2 дня наступления корпус успешно прорвал первый рубеж линию Маннергейма, продвинулся до 24 километров и с боем занял населенные пункты Келломяки и Териоки. 14 июня 1944 года именно части 19-го корпуса первыми прорвали второй рубеж финской обороны и в пробитую эти корпусом брешь командующий Ленинградском фронтом Л. А. Говоров ввёл в прорыв сразу два стрелковых корпуса, которые прорвать этот рубеж в своей полосе наступления не смогли. 18 июля корпус прорвал с ходу и третий рубеж обороны, а 20 июня участвовал в штурме города Выборг.
Указом Президиума Верховного Совета СССР от 21 июня 1944 года за образцовое выполнение боевых заданий командования на фронте борьбы с немецкими захватчиками и проявленные при этом мужество и героизм генерал-лейтенанту Ивану Прокопьевичу Алфёрову присвоено звание Героя Советского Союза с вручением ордена Ленина и медали «Золотая Звезда» (№ 3732).
Затем во главе корпуса участвовал в Таллинской наступательной и Моонзундской десантной операциях, за умелое руководство войсками при прорыве обороны противника и при его преследовании в этих операциях генерал-лейтенант Алфёров был награждён орденом Кутузова 1-й степени.
С конца 1944 года находился на излечении в госпитале.

### Послевоенная карьера
В январе 1946 года был назначен на должность командира 7-го гвардейского стрелкового корпуса (Ленинградский военный округ), в июне того же года — на должность помощника генерал-инспектора Инспекции стрелковых войск Главной инспекции сухопутных войск, в мае 1948 года — на должность старшего инспектора, а в феврале 1950 года — на должность заместителя генерал-инспектора стрелковых войск Главной инспекции вооружённых сил.
Генерал-лейтенант Иван Прокопьевич Алфёров в октябре 1951 года вышел в отставку. Умер 12 августа 1979 года в Москве. Похоронен на Ваганьковском кладбище (участок 23).

## Награды
- Медаль «Золотая Звезда» Героя Советского Союза (21.06.1944);[4]
- Три ордена Ленина (21.02.1944, 21.06.1944, 21.02.1945);
- Пять орденов Красного Знамени (…, 07.12.1933, 22.02.1939, 03.11.1944, 20.06.1949);
- Орден Кутузова 1-й степени (29.06.1945);
- Два ордена Суворова 2-й степени (8.02.1943, 26.10.1943);
- Медаль «За оборону Сталинграда»;
- Медаль «За оборону Ленинграда»;
- Медаль «За победу над Германией»;
- Медаль «Ветеран Вооруженных сил СССР»;
- Ряд юбилейных медалей СССР;
- Именное оружие (маузер) от Реввоенсовета РСФСР;
- Орден Облаков и Знамени (Китайская Республика);
- Иностранные медали.

## Память[5]
- Памятник И. П. Алфёрову установлен в дер. Мысовская (Лузский район, Кировская область), а бюст — в дер. Грибошино (Лузский район, Кировская область).
- Именем И. П. Алфёрова названа улица в г. Луза Кировской области с установкой памятной доски, а также школа № 21 в г. Киров Кировской области.
- Созданы музеи Героя в средней школе № 2 г. Лузы и МОКУ СОШ п.г.т. Лальск Лузского района Кировской области. В Лальском районном историко-краеведческом музее имеется материал о Герое Советского Союза И. П. Алфёрове.
- Имя И. П. Алфёрова увековечено на мемориальной доске «Кировчане — участники Великой Отечественной войны, Герои Советского Союза» на территории КОГОБУ ДО «Дворец творчества — Мемориал» в г. Кирове Кировской области..
- Имя И. П. Алфёрова увековечено на гранитной стеле на Аллее Славы в парке Победы города Кирова Кировской области.

## Воинские звания
- Генерал-майор (31 декабря 1942 года);
- Генерал-лейтенант (22 февраля 1944 года).